# La Oración en el huerto con el donante Luis I de Orleans
La Oración en el huerto con el donante Luis I de Orleans es una tabla francesa de estilo gótico internacional datada entre 1405 y 1408. Ha sido una pintura inédita hasta que fue presentada por el Museo del Prado en febrero de 2013, tras haberla adquirido en mayo del anterior año y restaurarla. Se trata de una obra excepcional por ser muy escasas las tablas francesas realizadas entre 1380 y 1420 que se conservan, tan solo una docena (ya que muchas fueron destruidas, especialmente durante la Revolución francesa y en las revueltas religiosas), y pocas o ninguna de la calidad de esta. De hecho constituye uno de los descubrimientos más importantes en mucho tiempo en pintura medieval francesa, y el propio Museo del Louvre estuvo muy interesado en comprarla. En la colección del Prado supone una novedad absoluta, puesto que no había ninguna obra de estas características.
El autor de la pintura, realizada en París sobre una tabla de roble del Báltico, es desconocido, aunque pudiera tratarse de Colart de Laon (fl. 1377; muerto antes del 27 de mayo de 1417), que fue pintor y “valet de chambre” (ayuda de cámara) del donante.

## Descripción
A la izquierda de la escena figura representado el donante, Luis I, duque de Orleans, hermano del rey Carlos VI de Francia. Es además la única pintura sobre tabla en la que aparece su imagen, lo que la dota adicionalmente de un gran valor histórico. Pudo ser identificado gracias a las hojas de ortiga de oro que aparecen en las mangas de su hopalanda larga forrada de piel, ya que las hojas de ortiga, que en heráldica simbolizan el aguijón de la muerte, fueron un emblema que utilizó a partir de 1399 y además consta en sus inventarios que en 1403 poseía "LXV feuilles d’or en façon d’orties" (sesenta y cinco hojas de oro a modo de ortigas). Junto a él está santa Inés, identificable por el cordero nimbado que aparece a sus pies, su elemento iconográfico característico. Su inclusión puede deberse tanto a ser la patrona de su padre, Carlos V de Francia, que nació el día de la festividad de la santa, el 21 de enero, como a ser la santa protectora de la familia Visconti, a la que pertenecía su esposa, Valentina Visconti.
El marco, que es original, tiene en sus extremos laterales cuatro huecos para bisagras, por lo que puede que en origen la obra se tratase de la tabla central de un pequeño tríptico, figurando tal vez las armas del duque y las de su mujer en los paneles laterales.
El propio asunto de la obra (la última oración de Cristo antes de ser traicionado, de claro simbolismo), la incorporación del salmo 51 de la Biblia "Miserere mei, Deus: secundum magnam misericordiam tuam..." en la filacteria que porta el duque, junto con el hecho de que no esté acompañado por su mujer y sus hijos, como sería lo habitual, hacen pensar en un contexto funerario, en cuyo caso la pintura no habría sido en realidad encargada por Luis sino por su viuda y su hijo mayor Carlos I de Orleans tras ser asesinado, de un hachazo en la cabeza, el 23 de noviembre de 1407 por orden de Juan I de Borgoña (Jean sans Peur, Juan sin Miedo).
A la calidad de la ejecución se une la de los materiales empleados: roble del Báltico para el soporte y azul ultramar usado con profusión. Este pigmento se obtenía machacando lapislázuli, una de las materias primas más caras de aquel momento (se la conocía como «oro azul») porque hasta el descubrimiento de América únicamente podía obtenerse en Afganistán, en las canteras de Badajshán, de donde había que traerlo a través de la Ruta de la seda. De hecho cuando un comitente encargaba una obra a un pintor, el azul ultramar, al igual que el oro, se facturaba aparte y se especificaba contractualmente la superficie del cuadro que iría en ese color.

## Restauración

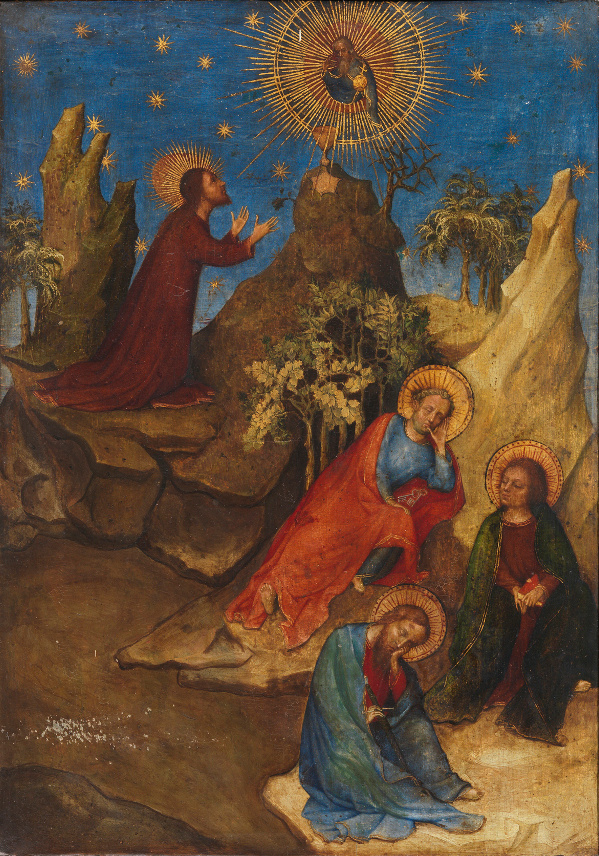
Aspecto de la obra antes de su restauración.

Las figuras del duque y de santa Inés estaban tapadas por un grueso repinte cuando la obra entró en el Museo en febrero de 2011 para realizar un estudio previo a su adquisición. La fluorescencia inducida con luz ultravioleta puso de manifiesto la existencia de una amplia zona repintada y posteriormente la radiografía reveló la presencia de las dos figuras en el dibujo subyacente, lo cual fue corroborado seguidamente por la reflectografía infrarroja. Había dos capas de repinte insoluble, aplicadas en distintas épocas, pero entre ellas y la capa pictórica original se interponía una capa intermedia, el barniz original oxidado, lo cual facilitó la eliminación de los añadidos. No obstante, dado el delicado estado de la obra, la labor tuvo que realizarse en seco, mediante bisturí, y empleando microscopio con lentes de hasta cuarenta aumentos, un procedimiento muy lento que llevó un año de trabajo. Por otra parte, el uso de microscopio, algo inusual, fue posible por las reducidas dimensiones de la pieza y por tratarse de una pintura primitiva, ejecutada al temple, mientras que los repintes se realizaron al óleo, y su granulometría es muy distinta, el óleo es mucho más rugoso y eso facilitó su identificación visual. Cuando se levantó el repinte de esa zona y salieron de nuevo a la luz las dos figuras ocultadas se vio que su gama cromática no se correspondía con la de las demás, por lo que se sospechó que éstas también habían sido retocadas, como así pusieron de manifiesto los testigos de limpieza. 
Una vez levantados todos los repintes pudo comprobarse que la tabla se hallaba en un estado de conservación extraordinario, con un colorido muy vivo y con pocas pérdidas de materia pictórica y de tamaño no excesivamente grande. De hecho, según declaró la restauradora, María Antonia López de Asiaín, a la postre los repintes actuaron como una capa protectora.

## Procedencia
La obra pertenecía a una coleccionista particular que prefirió mantenerse en el anonimato. Su familia, de origen francés, se instaló en España en época de José Bonaparte, si bien afirmó no recordar si su padre la había recibido en herencia o la había comprado. Se la ofreció al Prado, a través de Sotheby's España, por un precio fijo: ochocientos cincuenta mil euros, oferta que fue aceptada por el Real Patronato del museo el 22 de mayo de 2012. La cifra está en realidad muy por debajo de su valor de mercado. Según declaró Guillaume Kientz, Conservador de Pintura del Louvre, el precio es "muy barato para una pieza de esta rareza y calidad y nosotros o algún museo americano que se ha especializado en este tipo de primitivos hubiéramos pagado muchísimo más". Como comparación, el museo parisino pagó poco tiempo antes siete millones ochocientos mil euros por una obra de estas características, Le Christ de pitié soutenu par saint Jean l’Évangéliste en présence de la Vierge et de deux anges (Cristo de piedad sostenido por san Juan Evangelista en presencia de la Virgen y de dos ángeles), c. 1405-1410, atribuida a Jean Malouel (Jan Maelwael), de mayores dimensiones (102,5 cm × 77,5 cm) pero mucho peor conservada.